# Metal Works '73 - '93
Metal Works je kompilace skupiny Judas Priest.

## Seznam skladeb

### CD - 1
1. "The Hellion" (Screaming for Vengeance, 1982)
2. "Electric Eye" (Screaming for Vengeance, 1982)
3. "Victim Of Changes" (Live) (Unleashed in the East, 1979)
4. "Painkiller" (Painkiller, 1990)
5. "Eat Me Alive" (Defenders of the Faith, 1984)
6. "Devil's Child" (Screaming for Vengeance, 1982)
7. "Dissident Aggressor" (Sin After Sin, 1977)
8. "Delivering The Goods" (Hell Bent for Leather, 1978)
9. "Exciter" (Stained Class, 1978)
10. "Breaking The Law" (British Steel, 1980)
11. "Hell Bent For Leather" (Hell Bent for Leather, 1978)
12. "Blood Red Skies" (Ram It Down, 1988)
13. "Metal Gods" (British Steel, 1980)
14. "Before The Dawn" (Hell Bent for Leather, 1978)
15. "Turbo Lover" (Turbo, 1986)
16. "Ram It Down" (Ram It Down, 1988)
17. "Metal Meltdown" (Painkiller, 1990)

### CD - 2
1. "Screaming For Vengeance" (Screaming for Vengeance, 1982)
2. "You've Got Another Thing Comin'" (Screaming for Vengeance, 1982)
3. "Beyond The Realms Of Death" (Stained Class, 1978)
4. "Solar Angels" (Point of Entry, 1981)
5. "Bloodstone" (Screaming for Vengeance, 1982)
6. "Desert Plains" (Point of Entry, 1981)
7. "Wild Nights, Hot & Crazy Days" (Turbo, 1986)
8. "Heading Out To The Highway (Live)" (Priest...Live!, 1987)
9. "Living After Midnight" (British Steel, 1980)
10. "A Touch Of Evil" (Painkiller, 1990)
11. "The Rage" (British Steel, 1980)
12. "Night Comes Down" (Defenders of the Faith, 1984)
13. "Sinner" (Sin After Sin, 1977)
14. "Freewheel Burning" (Defenders of the Faith, 1984)
15. "Night Crawler" (Painkiller, 1990)